# Eleição municipal de Nilópolis em 2016
A eleição municipal de Nilópolis em 2016 ocorreu em 2 de outubro de 2016 para eleger um prefeito, um vice-prefeito e 12 vereadores no município de Nilópolis, no estado brasileiro de Rio de Janeiro. Seguindo a Constituição, os candidatos são eleitos para um mandato de quatro anos a se iniciar em 1º de janeiro de 2017 e com término em 31 de dezembro de 2020. A decisão para os cargos da administração municipal, segundo o Tribunal Superior Eleitoral, contou com 133 984 eleitores aptos e 22 199 abstenções, de forma que 16.57% do eleitorado não compareceu às urnas naquele turno.

## Antecedentes
Nas eleições de 2012, Alessandro Calazans foi eleito como prefeito da cidade com 48,67% dos votos válidos, derrotando o rival Sergio Sessim que conseguiu 46,82% dos votos válidos.

## Campanha
O presidente da escola de samba Beija-Flor e deputado estadual, Farid Abrão David, acabou tornando-se o prefeito da cidade pela terceira vez trabalhando em cima de propostas não cumpridas pelo então prefeito e candidato a reeleição Alessandro Calazans, agregado ao fator da distribuição quase igualitária de votos válidos da última eleição.

## Resultados

### Eleição municipal de Nilópolis em 2016 para Prefeito
A eleição para prefeito contou com 4 candidatos em 2016: Farid Abrão David, do Partido Trabalhista Brasileiro, o prefeito vigente Alessandro Calazans, do Partido do Movimento Democrático Brasileiro, Wenderson Dias Ribeiro, do Partido Socialismo e Liberdade, e Josuilson Soares da Silva da Rede Sustentabilidade, que obtiveram, respectivamente, 60 595, 35 374, 1 879, 2 973 votos. O Tribunal Superior Eleitoral também contabilizou 16.57% de abstenções nesse turno.
| Candidato(a)                     | Vice                             | Coligação | Votos recebidos | Percentual |
| -------------------------------- | -------------------------------- | --- | --------------- | ---------- |
| Farid Abrão David (PTB)          | Jane Louise Martins David        | A Verdadeira Nilópolis (PTB, PSD, PT, PP, PSB, PR, PRTB, PSC, PMB, PTC, DEM e PSDC)                                                   | 60595           | 60.10%     |
| Alessandro Calazans (PMDB)       | Rodrigo Bilard Figueira da Silva | O Trabalho Não Pode Parar (PMDB, PHS, Solidariedade, PV, PTdoB, Patriota, PSL, PCdoB, PSDB, PRP, PPS, PROS, PDT, PMN, PRB, PTN e PPL) | 35374           | 35.09%     |
| Josuilson Soares da Silva (REDE) | Edleuza de Oliveira Leal         | Rede Sustentabilidade (sem coligação)                                                                                                 | 2973            | 2.95%      |
| Wenderson Dias Ribeiro (PSOL)    | Geomar de Oliveira Ramos         | Partido Socialismo e Liberdade (sem coligação)                                                                                        | 1879            | 1.86%      |

### Eleição municipal de Nilópolis em 2016 para Vereador
Na decisão para o cargo de vereador na eleição municipal de 2016, foram eleitos 12 vereadores com um total de 101 202 votos válidos. O Tribunal Superior Eleitoral contabilizou 3 719 votos em branco e 6 864 votos nulos. De um total de 133 984 eleitores aptos, 22 199 (16.57%) não compareceram às urnas.
| Nome                                 | Partido político                           | Coligação                 | Votos recebidos | Percentual |
| ------------------------------------ | ------------------------------------------ | ------------------------- | --------------- | ---------- |
| Rafael Pereira Nobre                 | Partido Progressista (PP)                  | Unidos Venceremos         | 2773            | 2.74%      |
| Jose Diamantino Duarte Ribeiro       | Partido da Mobilização Nacional (PMN)      | Unidos Para Continuar     | 2585            | 2.55%      |
| Mauro Rogerio Nascimento de Jesus    | Partido Socialista Brasileiro (PSB)        | Unidos Venceremos         | 2503            | 2.47%      |
| Pedro Alfredo Perigolo               | Movimento Democrático Brasileiro (MDB)     | O Trabalho Continua       | 2377            | 2.35%      |
| Wagner Pereira de Almeida            | Partido Humanista da Solidariedade (PHS)   | Juntos Seremos Solidários | 2376            | 2.35%      |
| Jorge Henrique da Costa Nunes        | Solidariedade (SD)                         | Juntos Seremos Solidários | 2347            | 2.32%      |
| Marcos Cezar Barros de Castro Junior | Partido dos Trabalhadores (PT)             | Orgulho Nilopolitano      | 2272            | 2.25%      |
| Abraão David Neto                    | Partido Social Democrático (PSD)           | Orgulho Nilopolitano      | 2242            | 2.22%      |
| Roberto de Barros Batista            | Partido Trabalhista Brasileiro (PTB)       | Orgulho Nilopolitano      | 1975            | 1.95%      |
| Jorge Moreira da Silva               | Partido Republicano da Ordem Social (PROS) | Juntos por um Ideal       | 1957            | 1.93%      |
| Douglas Alexandre da Silva           | Movimento Democrático Brasileiro (MDB)     | O Trabalho Continua       | 1838            | 1.82%      |
| Jorge Luiz Pacheco Eloy              | Avante (AVANTE)                            | Unidos por Nilópolis      | 1761            | 1.74%      |